# Magenta (Marna)
Magenta – miejscowość i gmina we Francji, w regionie Grand Est, w departamencie Marna.
Według danych na rok 1990 gminę zamieszkiwało 1876 osób, a gęstość zaludnienia wynosiła 1934 osób/km².